# Yonino CHANNEL
Yonino CHANNEL（舊稱傑尼斯頻道-日语： Jani no Channeru）是日本經紀公司傑尼斯事務所所擁有的YouTube頻道，由二宮和也、中丸雄一、山田涼介和菊池風磨負責主持。

## 頻道簡介
2021年4月8日，傑尼斯頻道發佈了“經紀公司的重要通知（芸能事務所からの重大なお知らせ）”和“傑尼斯人士的通知（ジャニーズの人からのお知らせ）”等字樣的影片，頻道正式開啟。4月25日，一個標題為《#1開幕（#1幕開け）》的影片在頻道內發佈，讓觀眾一度以為這是日本偶像男子組合嵐的成員二宮和也的專屬YouTube頻道。 隨後，與該頻道相關的其他人員陸續在影片中出現。截至2021年5月，傑尼斯頻道確認有二宮和也、中丸雄一、山田涼介和菊池風磨等四名表演人員。
在傑尼斯頻道設立之前，傑尼斯事務所已經在YouTube上設立了多個頻道，但傑尼斯頻道是傑尼斯事務所旗下目前唯一一個專為YouTube提供專屬原創內容的影片頻道。 據說頻道的影片及文字部分由二宮和也負責監督，而KAT-TUN的成員中丸雄一則承擔了部分影片編輯工作。
4月29日，在頻道開設21天後，訂閱人數達到200萬人。這是2021年日本地區最快達成200萬人訂閱記錄的頻道。 根據日本網站BitStar所發佈的“2021年上半年度新增頻道訂閱人數榜”的數據，傑尼斯頻道以258萬人的訂閱數據拿下該榜單第一名。 12月11日，根據YouTube官方所公佈的數據，傑尼斯頻道拿下了“日本地區訂閱人數新增最多創作者排行榜”冠軍；該榜單反映了除短影片製作者外其餘日本創作者在2021年度新增訂閱者的人數數據。 12月28日，傑尼斯頻道獲得BitStar“2021年度新增頻道訂閱人數榜”冠軍，同時又以52個“急速爆紅”影片數獲得該網站“2021年度急速爆紅頻道排行榜”第一名。
2022年1月4日，頻道訂閱人數突破300萬。 4月23日，傑尼斯頻道通過日本電視網節目《1億3000萬人的SHOW頻道》宣佈頻道四名主持人將擔任《第45屆24小時電視“愛心救地球”》的主要主持人。 在該節目正式播出前，頻道每週五都會公佈一個與之有關的影片。 5月7日，傑尼斯頻道訂閱數超過326萬人，成為傑尼斯事務所旗下所有YouTube頻道第一名。 8月30日，訂閱人數達到350萬人。
2023年10月4日，因傑尼斯事務所將改組而暫時停止活動。12月10日，宣布新頻道名稱為「Yonino Channel」。

## 頻道團隊
| 姓名                                             | 出生年月      | 出身地 | 血型 | 所屬組合       | 頻道內暱稱   |
| ------------------------------------------------ | ------------- | ------ | ---- | -------------- | ------------ |
| 二宮和也 ／ Ninomiya Kazunari                    | 1983年6月17日 | 東京都 | A型  | 嵐             | 經理（社長） |
| 中丸雄一 ／ Nakamaru Yūichi                      | 1983年9月4日  | 東京都 | O型  | KAT-TUN        | 編輯         |
| 山田涼介 ／ Yamada Ryōsuke                       | 1993年5月9日  | 東京都 | B型  | Hey! Say! JUMP | 自發光       |
| 菊池風磨 ／ Kikuchi Fūma                         | 1995年3月7日  | 東京都 | A型  | timelesz       | 卍           |
| 註：除暱稱外其餘資料均來自傑尼斯事務所官方網站。 |               |        |      |                |              |

## 外部鏈接
- Yonino CHANNEL （页面存档备份，存于） （日語）